# قويرة المحضار (دوعن)

تعديل مصدري - تعديل

قويرة المحضار هي إحدى قرى عزلة صيف بمديرية دوعن التابعة لمحافظة حضرموت، بلغ تعداد سكانها 354 نسمة حسب تعداد اليمن لعام 2004.